# Andrea Pazienza
Andrea Michele Vincenzo Ciro Pazienza (San Benedetto del Tronto, 23 de maig de 1956 - Montepulciano, 16 de juny de 1988) va ser un dibuixant, il·lustrador, pintor i docent italià.

## Biografia
Pazienza va néixer a San Benedetto del Tronto, a la província d'Ascoli Piceno, fill d'Enrico Pazienza, professor d'educació artística, i de Giuliana Di Cretico. Va viure des de ben jove a San Severo, la ciutat natal del pare, on va transcórrer la seva infància, passant els estius a San Menaio, a la província de Foggia.
El 1968, a l'edat d'onze anys, Pazienza es va mudar a Pescara, passant gairebé tots els caps de setmana a San Severo, on va seguir relacionant-se amb les amistats de sempre i va realitzar les escenografies d'alguns espectacles al Teatro Verdi. A Pescara es va matricular al liceu artístic i es va fer amic de l'autor de còmic Tanino Liberatore. En aquests anys va realitzar els seus primers còmics i una sèrie de pintures: També va col·laborar amb el Laboratorio Comune d'Arte Convergenze que des de 1973 va exposar les seves obres en mostres tant col·lectives com individuals.
El 1974 es va inscriure a la Universitat de Bolonya però no arribar a graduar-se. Va publicar el seu primer treball Le straordinarie avventure di Pentothal (Alter Alter, 1977) i va cofundar l'editorial Primo Carnera Editore i la revista Cannibale. Des de 1979 a 1981 va col·laborar amb el setmanari Il Male i, més endavant, amb la revista mensual Frigidaire, revelant-se com un autor extremadament prolífic. L'artista va realitzar també moltes cobertes de discos, un calendari, alguns pòsters i molts cartells publicitaris.
Pazienza es va dedicar a la docència, primer a la Libera Università di Alcatraz del fil de Dario Fo, i després, el 1983, va fundar a Bolonya l'Scuola di Fumetto i Arti Grafiche Zio Feininger amb Lorenzo Mattotti. Pazienza va explicar la seva experiència de professor més endavant a la novel·la gràfica Pompeo.
Volent expressar-se en els més diversos àmbits del disseny gràfic, Pazienza va signar durant aquests anys cartells cinematogràfics (entre els quals cal esmentar La città delle donne de Federico Fellini el 1980, i el que va fer per a Lontano da dove, dirigida per Stefania Casini i Francesca Marciano el 1983), videoclips (Michelle de The Beatles per al programa de Rai 1 Mister Fantasy), caràtules de discos i campanyes publicitàries. També va treballar per al món del teatre, realitzant escenografies i ideant cartells.
El creixent èxit en el camp gràfic no li va impedir pintar. Va exposar obra nova el 1982, en ocasió de l'exposició Registrazione di Frequenza a la Galleria Comunal Arte Moderno de Bolonya, i el 1983 a la galeria milanesa Nuages i a la mostra Nuvole a go-go al Palazzo delle Esposizioni de Roma (amb Francesco Tullio-Altan i Pablo Echaurren). A més, va decorar amb pintures murals l'aula del Polo Didattico de la Facultat de Lletres de Gènova, i va realitzar el gegantí Zanardi equestre a Cesena.
En aquells anys de gran reconeixement gràcies al seu treball, l'heroïna va començar a fer-se un lloc a la seva vida, alternant períodes en què aconseguia apartar-se'n amb altres en què no era capaç.
Es va mudar a Montepulciano el 1984 i, aparentment desintoxicat, el juny de 1985 va conèixer la dibuixant Marina Comandini amb qui es va casar un any després. Mentrestant va seguir col·laborant amb les més importants revistes italianes de còmic, com Linus, i va participar en la creació de Frizzer (que sortia al costat de Frigidaire). Va col·laborar, a més, amb la revista Tempi Supplementari i, des de 1986, amb Avaj, suplement de la revista mensual Linus, amb Tango, suplement del diari L'Unità, amb Zut, revista satírica dirigida per Vincino, i amb Comic Art. El 1987 va signar l'escenografia de l'espectacle de dansa Dai colli del coreògraf Giorgio Rossi, i va col·laborar al guió de Il piccolo diavolo de Roberto Benigni (que li va dedicar el film de manera pòstuma).
La nit del 16 de juny de 1988 va morir d'improvís a Montepulciano. Les causes precises de la mort mai no van ser revelades. Alguns testimonis parlen d'una recaiguda en la seva addicció a l'heroïna, de la qual havia aconseguit allunyar-se per força temps, i de la seva mort producte d'una sobredosi.
Està sepultat al cementiri de San Severo. Havia dit al seu pare: «si m'hagués de passar alguna cosa, vull només una mica de terra a San Severo, i un arbre a sobre...».